# Ладинский, Анатолий Сергеевич
Анатолий Сергеевич Ладинский (28.01(10.02).1905, Курск — 1991, Новосибирск) — советский инженер-строитель, лауреат Сталинской премии.

## Биография
Окончил среднюю школу (1920) и инженерно-архитектурный факультет Ленинградского института гражданских инженеров (1930).
В 1920—1924 годах работал в Петрограде электромонтёром и слесарем.
С 1930 года на руководящих должностях: до 1949 года — на строительстве промышленных объектов, в 1949—1957 годах — в аппарате Министерства строительства СССР и Госстроя СССР.
В 1952—1955 годах руководил строительством Дворца культуры и науки в Варшаве.
В 1959—1976 годах — главный инженер Управления капитальным строительством Сибирского отделения АН СССР (Новосибирск). Руководил строительством Новосибирсконо академгородка.
После выхода на пенсию работал в клубе юных техников.
Автор научных работ и изобретений в области строительства.

## Награды
- Лауреат Сталинской премии 3-й степени (за разработку новых видов арматуры для напряжённого железобетона)[1]
- Орден Ленина (1967)[1]
- Орден «Знак Почёта» (1943)[1]
- медали[1]